# David Clarkson (Fußballspieler)
David Clarkson (* 10. September 1985 in Bellshill) ist ein schottischer Fußballspieler.

## Spielerlaufbahn

### FC Motherwell und Bristol City
Zwischen 2002 und 2009 lief Clarkson für den FC Motherwell in der Scottish Premier League auf. In dieser Zeit erzielte der Stürmer insgesamt 56 Tore in 253 Spielen. Er spielte fünf Jahre lang in einer Mannschaft mit seinem Onkel Phil O’Donnell, der am 29. Dezember 2007 im Spiel gegen Dundee United kollabierte und kurz darauf verstarb. Clarkson schoss in diesem Spiel zwei Tore. In der Saison 2008/2009 trug er die 10, die alte Rückennummer seines Onkels. Im Juli 2009 wechselte Clarkson zum englischen Zweitligisten Bristol City. Nach einer Leihe zum FC Brentford wechselte er nach seiner Wiederkehr innerhalb von Bristol zu den Rovers. Nach zwei Spielzeiten für den Verein wechselte er zurück in seine schottische Heimat und schloss sich dort zunächst dem FC Dundee an, bevor Clarkson im Jahr 2015 wieder zum FC Motherwell kam.

### Nationalmannschaft
Sein Debüt in der schottischen Nationalmannschaft gab Clarkson am 30. Mai 2008 in einem Freundschaftsspiel gegen Tschechien, in dem ihm kurz vor Schluss ein Tor zum 1:3-Endstand gegen Petr Čech gelang.